# Noisia
Noisia (estilizado como NOISIΛ, tomando su nombre de la palabra VISION de forma invertida) es un trío de música electrónica holandés integrado por Nik Roos, Martijn van Sonderen y Thijs de Vlieger.
Producen una variedad de géneros musicales como drum and bass, techstep, neurofunk, glitch hop dubstep, breakbeat y música house. Colaboraron con el grupo británico de hip hop Foreign Beggars en el proyecto musical "I am Legion" cuyo álbum homónimo fue lanzado el 2 de septiembre de 2013. Han colaborado y producido con artistas como Amon Tobin, KRS-One, Ed Rush, Spor, The Upbeats, Dom & Roland, Feed Me, Phace, Black Sun Empire y Korn. Noisia también utiliza el nombre Nightwatch en sus participaciones como productores en los trabajos de artistas tales como Alexis Jordan, Hadouken!, Wiley, Wretch 32 y Korn (en el sencillo «Spike in My Veins» incluido en The Paradigm Shift).
Martijn van Sonderen colabora junto a Jaap de Vries en el proyecto de future house Zonderling.

## Discografía

### Álbumes de estudio
- Tasha Baxter - Colour of Me (2007)
- FabricLive.40 (2008)
- Split the Atom (2010)
- Split the Atom: Special Edition (2012)
- DmC: Devil May Cry Soundtrack (2013)
- I Am Legion (2013) (con Foreign Beggars)
- Outer Edges (2016)
- Closer (2022)

### EP
| Año  | Álbum                         | Discográfica  |
| ---- | ----------------------------- | ------------- |
| 2005 | Monster                       | Subtitles     |
| 2005 | Block Control                 | Moving Shadow |
| 2006 | Lekker                        | Vision        |
| 2008 | Collision                     | Vision        |
| 2010 | Machine Gun                   | Vision        |
| 2010 | Split the Atom                | Vision        |
| 2012 | Imperial                      | Vision        |
| 2014 | Purpose                       | Vision        |
| 2015 | Incessant                     | Vision        |
| 2015 | Dead Limit (with The Upbeats) | Vision        |
| 2015 | Gravitas (with Xtrah)         | Invisible     |

### Sencillos
| Año  | Título                                                                |
| ---- | --------------------------------------------------------------------- |
| 2003 | "Silicon" / "Tomahawk" (con Mayhem)                                   |
| 2004 | "Massada" / "Lifeless" (de Spinor)                                    |
| 2004 | "Drytears" (de Predator & Adi J) / "Cloudshine"                       |
| 2004 | "Hubcap" / "Back Draft"                                               |
| 2005 | "The Tide" / "Concussion"                                             |
| 2005 | "The Flow" / "The Ooze" (de Stampede)                                 |
| 2005 | "Brainstitch" / "Deeper Love" (de Drifter)                            |
| 2005 | "Lockjaw" (con Mayhem) / "Absolom" (de Spinor)                        |
| 2006 | "Façade" / "Moonway Renegade" (con Mayhem)                            |
| 2006 | "Gutterpump"                                                          |
| 2006 | "Lost Cause" (con TeeBee) / "Choke" (junto a Mayhem con Verse)        |
| 2006 | "Bad Dreams" / "Omissions"                                            |
| 2006 | "Homeworld" (con Phace) / "Outsource" (con Phace)                     |
| 2006 | "Afternoon Delight" (con Shanodin) / "Angel Eyes"                     |
| 2007 | "Shower for an Hour" / "Moon Palace" (con TeeBee)                     |
| 2007 | "Exodus" (con Mayhem featuring KRS-One)                               |
| 2007 | "Yellow Brick" / "Raar"                                               |
| 2007 | "Façade VIP" / "Skanka" (de Gridlok)                                  |
| 2008 | "Gutterpunk" (featuring Bex Riley)                                    |
| 2008 | "Stigma" / "Crank"                                                    |
| 2008 | "Splash Step" (de Break) / "Diplodocus"                               |
| 2008 | "Seven Stitches" / "Groundhog"                                        |
| 2008 | "Mordez Moi" (de Feed Me) / "B.R.U.L."                                |
| 2009 | "Mammoth" (de Phace & Misanthrop) / "Sore Point" (con Phace)          |
| 2009 | "The Bells" / "Last Look"                                             |
| 2009 | "CCTV" (con Phace) / "Factory 5" (de Misanthrop)                      |
| 2010 | "Floating Zero" (con Phace)                                           |
| 2010 | "Underprint" (con Alix Perez)                                         |
| 2010 | "Brain Bucket" (con Ed Rush & Optical) / "Falling Through" (con Spor) |
| 2010 | "Alpha Centauri" / "Alpha Centauri (Excision & Datsik Remix)"         |
| 2011 | "Friendly Intentions" / "Displaced"                                   |
| 2011 | "Program" (con Phace) / "Regurgitate"                                 |
| 2011 | "Tommy's Theme"                                                       |
| 2011 | "Could This Be"                                                       |
| 2013 | "Hyenas" (con Calyx & TeeBee) / "The Liquid" (con Evol Intent)        |
| 2016 | "Possession" (con Ivy Lab)                                            |
| 2016 | "Anomaly"                                                             |
| 2016 | "Mantra"                                                              |
| 2021 | "Supersonic" (con Skrillex, Dylan Brady & Josh Pan)                   |

### Remixes
| Año  | Canción                               | Artista                                   |
| ---- | ------------------------------------- | ----------------------------------------- |
| 2003 | "Police Brutality"                    | Nitekeen                                  |
| 2004 | "Retro"                               | Falcon                                    |
| 2005 | "Fade to Grey"                        | Visage                                    |
| 2005 | "Messiah"                             | Konflict                                  |
| 2006 | "Painkiller"                          | Freestylers featuring Pendulum            |
| 2006 | "Pressure"                            | Atom & Cell                               |
| 2006 | "Carbon Shock"                        | Skynet                                    |
| 2006 | "Untrue"                              | Soulproof                                 |
| 2007 | "Bongo Bong and Je Ne T'Aime Plus"    | Manu Chao                                 |
| 2007 | "Liquid Lives"                        | Hadouken!                                 |
| 2007 | "Kitchen Sink"                        | Amon Tobin                                |
| 2007 | "Façade (VIP Mix)"                    | Noisia                                    |
| 2007 | "No Escape"                           | Mindscape                                 |
| 2008 | "Alice"                               | Moby featuring Aynzli Jones and 419 Squad |
| 2009 | "Omen"                                | The Prodigy                               |
| 2009 | "Hooligans"                           | Don Diablo & Example                      |
| 2009 | "Contact"                             | Foreign Beggars and Noisia                |
| 2010 | "Hideous (VIP Mix)"                   | Black Sun Empire and Noisia               |
| 2010 | "Scary Monsters and Nice Sprites"     | Skrillex                                  |
| 2010 | "Nobody Gets Out Alive"               | Le Castle Vania                           |
| 2011 | "No Reality"                          | Ram Trilogy                               |
| 2011 | "E.T."                                | Katy Perry                                |
| 2011 | "Raise Your Weapon"                   | deadmau5 featuring Greta Svabo Bech       |
| 2011 | "Earthquake"                          | Labrinth feat. Tinie Tempah               |
| 2011 | "Spartan"                             | Icicle                                    |
| 2011 | "Think Big"                           | Boemklatsch                               |
| 2012 | "Bug Hunt"                            | Skrillex                                  |
| 2012 | "Smack My Bitch Up"                   | The Prodigy                               |
| 2012 | "Nothing Matters"                     | Mark Knight featuring Skin                |
| 2013 | "Arrakis"                             | Black Sun Empire                          |
| 2013 | "Choosing For You" (Nightwatch Remix) | I Am Legion                               |
| 2014 | "Lost Child"                          | Momoiro Clover Z                          |
| 2014 | "Power Curve"                         | Hybrid                                    |
| 2016 | "Beast Mode" (Nightwatch Remix)       | Alvin Risk                                |
| 2017 | "Divide & Conquer"                    | What So Not                               |
| 2018 | "Hold Your Colour"                    | Pendulum                                  |
| 2018 | "Ember"                               | Camo & Krooked                            |

### Créditos de producción
| Año  | Título                                                          | Artista         | Lanzamiento                 |
| ---- | --------------------------------------------------------------- | --------------- | --------------------------- |
| 2009 | "Something to Write Home About"                                 | Krause          | No Guts, No Glory           |
| 2009 | "Do It Again"                                                   | Krause          | No Guts, No Glory           |
| 2009 | "No Guts, No Glory"                                             | Krause          | No Guts, No Glory           |
| 2009 | "Soaring Through the Starlight"                                 | Krause          | No Guts, No Glory           |
| 2009 | "Life of My Story"                                              | Krause          | No Guts, No Glory           |
| 2009 | "Fangs"                                                         | Krause          | No Guts, No Glory           |
| 2009 | "Follow Me"                                                     | Krause          | No Guts, No Glory           |
| 2009 | "Rock the Boat"                                                 | Krause          | No Guts, No Glory           |
| 2009 | "Outta Yer Mind"                                                | Krause          | No Guts, No Glory           |
| 2009 | "Radio Edit"                                                    | Krause          | No Guts, No Glory           |
| 2009 | "I Want A Pony"                                                 | Krause          | No Guts, No Glory           |
| 2009 | "Can't Shut Me Up"                                              | Krause          | No Guts, No Glory           |
| 2009 | "Contact"                                                       | Foreign Beggars | United Colours of Beggatron |
| 2009 | "Shake It"                                                      | Foreign Beggars | United Colours of Beggatron |
| 2009 | "No Holds Barred" (con Devlin)                                  | Foreign Beggars | United Colours of Beggatron |
| 2010 | "Paper"                                                         | Wiley           | Sencillo sin álbum          |
| 2010 | "Rebirth"                                                       | Hadouken!       | For the Masses              |
| 2010 | "Turn the Lights Out"                                           | Hadouken!       | For the Masses              |
| 2010 | "M.A.D."                                                        | Hadouken!       | For the Masses              |
| 2010 | "Evil"                                                          | Hadouken!       | For the Masses              |
| 2010 | "House is Falling"                                              | Hadouken!       | For the Masses              |
| 2010 | "Mic Check"                                                     | Hadouken!       | For the Masses              |
| 2010 | "Ugly"                                                          | Hadouken!       | For the Masses              |
| 2010 | "Bombshock"                                                     | Hadouken!       | For the Masses              |
| 2010 | "Play the Night"                                                | Hadouken!       | For the Masses              |
| 2010 | "Lost"                                                          | Hadouken!       | For the Masses              |
| 2010 | "More Than One Way"                                             | Kano            | Sencillo sin álbum          |
| 2011 | "Mezelluf"                                                      | Don Diablo      | Sencillo sin álbum          |
| 2011 | "High Road"                                                     | Alexis Jordan   | Alexis Jordan               |
| 2011 | "Breathe (Sha La La)"                                           | Wretch 32       | Black and White             |
| 2011 | "Kill Mercy Within"                                             | Korn            | The Path of Totality        |
| 2011 | "Burn the Obedient"                                             | Korn            | The Path of Totality        |
| 2011 | "Let's Go"                                                      | Korn            | The Path of Totality        |
| 2012 | "Intro"                                                         | Kraantje Pappie | Crane                       |
| 2012 | "Waar Is Kraan"                                                 | Kraantje Pappie | Crane                       |
| 2012 | "Hoop Nu"                                                       | Kraantje Pappie | Crane                       |
| 2012 | "Wat Nou Als Het Lukt"                                          | Kraantje Pappie | Crane                       |
| 2012 | "Ze Volgen"                                                     | Kraantje Pappie | Crane                       |
| 2012 | "Beter Samen"                                                   | Kraantje Pappie | Crane                       |
| 2012 | "Blitzkikker"                                                   | Kraantje Pappie | Crane                       |
| 2012 | "Barkeeper"                                                     | Kraantje Pappie | Crane                       |
| 2012 | "Zijn Rug Stinkt"                                               | Kraantje Pappie | Crane                       |
| 2012 | "Bootycall"                                                     | Kraantje Pappie | Crane                       |
| 2012 | "Goed Fout"                                                     | Kraantje Pappie | Crane                       |
| 2012 | "Het Is Over"                                                   | Kraantje Pappie | Crane                       |
| 2012 | "Crane"                                                         | Kraantje Pappie | Crane                       |
| 2012 | "Van God Los"                                                   | Kraantje Pappie | Crane                       |
| 2012 | "Onderweg"                                                      | Kraantje Pappie | Crane                       |
| 2013 | "Sloe Gin"                                                      | Dream Mclean    | Sencillo sin álbum          |
| 2013 | "Laat Het Beest Los"                                            | Kraantje Pappie | Semi Bekend EP              |
| 2013 | "Semi Bekend"                                                   | Kraantje Pappie | Semi Bekend EP              |
| 2013 | "Cranefunk"                                                     | Kraantje Pappie | Semi Bekend EP              |
| 2013 | "School Is Begonnen"                                            | Kraantje Pappie | Semi Bekend EP              |
| 2013 | "Love Dance"                                                    | Kraantje Pappie | Semi Bekend EP              |
| 2013 | "Ghostin'"                                                      | Kraantje Pappie | Semi Bekend EP              |
| 2013 | "Goud Over Shirt Heen (G.O.S.H.)"                               | Kraantje Pappie | Semi Bekend EP              |
| 2013 | "Levitate" (coproducido con Loadstar)                           | Hadouken!       | Every Weekend               |
| 2013 | "Bliss Out"                                                     | Hadouken!       | Every Weekend               |
| 2013 | "Rocket"                                                        | Dope D.O.D.     | Da Roach                    |
| 2013 | "Spike in My Veins"                                             | Korn            | The Paradigm Shift          |
| 2014 | "Ik Ren Dit"                                                    | Kraantje Pappie | Crane II                    |
| 2014 | "Hoe Belangrijk Vind Je Geld"                                   | Kraantje Pappie | Crane II                    |
| 2014 | "Ze Wil Lopen"                                                  | Kraantje Pappie | Crane II                    |
| 2014 | "Droom"                                                         | Kraantje Pappie | Crane II                    |
| 2014 | "Met Z'n Tweeën"                                                | Kraantje Pappie | Crane II                    |
| 2014 | "In Vorm (Feestie)"                                             | Kraantje Pappie | Crane II                    |
| 2014 | "Onder Water"                                                   | Kraantje Pappie | Crane II                    |
| 2014 | "Simpele Zes"                                                   | Kraantje Pappie | Crane II                    |
| 2014 | "Feesttent" (featuring MC Jiggy Djé)                            | Kraantje Pappie | Crane II                    |
| 2014 | "Boze Man"                                                      | Kraantje Pappie | Crane II                    |
| 2014 | "Daar Lag Je Dan"                                               | Kraantje Pappie | Crane II                    |
| 2014 | "Mijn Nacht"                                                    | Kraantje Pappie | Crane II                    |
| 2014 | "Meenemen of Hier Opeten" (con Roelie Vuitton, Abbeye & Fiddox) | Kraantje Pappie | Crane II                    |
| 2014 | "Zweet Op De Vloer"                                             | Kraantje Pappie | Crane II                    |
| 2014 | "Waar Zijn De Dagen"                                            | Kraantje Pappie | Crane II                    |
| 2014 | "Yippee Kayee"                                                  | Kraantje Pappie | Crane II                    |
| 2014 | "Hunwicke Road Interlude"                                       | Dream Mclean    | Greyscale                   |
| 2015 | "Drawback"                                                      | Phace           | Phace & friends             |
| 2016 | "The Nomad"                                                     | Mono/Poly       | Division VA EP 002          |